# 9 mm Steyr
Die 9 × 23 mm Steyr ist eine in Pistolen eingesetzte Zentralfeuerpatrone. Sie wurde für die in der österreichisch-ungarischen Armee verwendeten Pistole Steyr M1912 vor dem Ersten Weltkrieg entwickelt. Die Verwendung der Munition in einer Steyr M1912 erfolgte mit einem Ladestreifen.
Die 9 × 23 mm Steyr kann aufgrund ihrer ähnlichen Namensgebung mit der 9×23-mm-Winchester-Patrone verwechselt werden, welche jedoch erst Mitte der 1990er-Jahre entwickelt wurde.

## Form & Maße
Die Form der 9 × 23 mm Steyr ist leicht konisch und verjüngt sich von 9,70 mm über der Auszieherrille bis auf 9,65 mm am Hülsenrand. Der Durchmesser des Hülsenbodens beträgt 9,70 mm.

## Synonyme Bezeichnungen
Für die 9 × 23 mm Steyr die existieren viele unterschiedliche Bezeichnungen:
- 9 mm Mannlicher
- 9 mm Steyr-Hahn
- 9 mm Steyr Selbstladep.
- 9 × 23 mm
- GR 892
- 9 M 12
- 9 mm Steyr, M. 1911
- 9 mm Steyr Modell 12
- DWM 577
- 9 mm Roth-Steyr

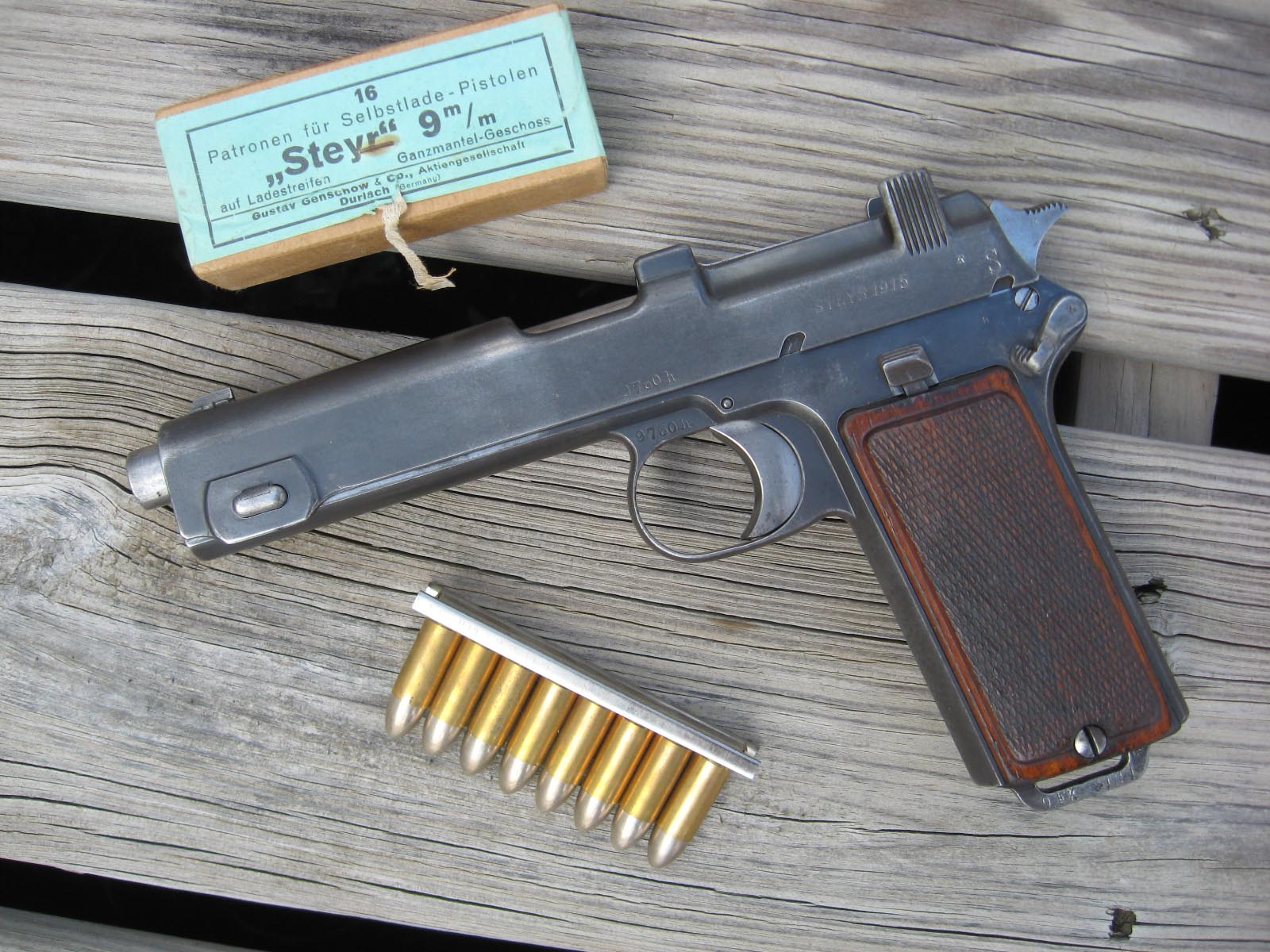
Eine Steyr-M1912-Pistole mit 9×23-mm-Steyr-Munition in einem Ladestreifen.
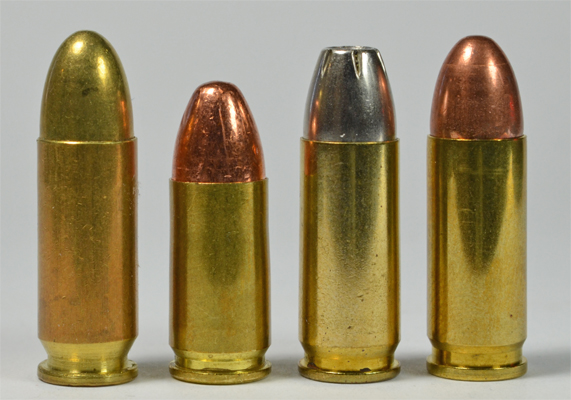
Pistolenmunition im Vergleich (von links nach rechts): 9 × 23 mm Largo, 9 × 19 mm, 9 × 23 mm Winchester und 9 × 23 mm Steyr